# Елинистически Египет
Елинистическият Египет също Птолемейски Египет или Царство на Птолемеите (332 пр.н.е. – 30 пр.н.е.) e елинистично царство, образувано на територията на Египет след неговото завоюване от Александър Македонски през 332 г. пр.н.е.
Столица на царството става основания от него град Александрия на делтата на Нил.
Първият владетел на Елинистичния Египет след Александър Велики e диадох Птолемей I (323 пр.н.е – 283 пр.н.е), който е основател на Династията на Птолемеите и през 305 пр.н.е. приема титлата фараон.
Царството става през 30 пр.н.е. римска провинция.